# Theridion nigrosacculatum
Theridion nigrosacculatum là một loài nhện trong họ Theridiidae.
Loài này thuộc chi Theridion. Theridion nigrosacculatum được Albert Tullgren miêu tả năm 1910.